# 謝夫·賀斯菲特
謝菲·馬爾甘·「謝夫」·賀斯菲特（英語：Geoffrey Malcolm "Geoff" Horsfield，1973年11月1日—）是一名英格蘭足球領隊及前足球員，司職前鋒。他在英格蘭足球聯賽總共上陣超過300場賽事，是一名強而有力的球員。
賀斯菲特在年青的時候代表史卡保羅夫而首次在英格蘭足球聯賽上陣。后来他被史卡保罗夫所弃用，並轉會至半職業球會夏利法斯。此后，他在先后效力过古斯利和韋茨頓，然後又重返夏利法斯。經歷低級聯賽的洗禮後，他來到了頂級聯賽球隊富咸。後來，他轉投伯明翰，除了協助球隊打入2001年聯賽盃決賽外，亦幫助伯明翰升班英超。
2003年，賀斯菲特短暫效力韋根後，他成為西布朗的一員而且又一次協助球隊升班英超。2006年，他加盟了錫菲聯，不過他一直被球隊投閒置散，他先後被外借到列斯聯、李斯特城和斯肯索普。2008年，他宣佈因為患上睾丸癌而退役。痊癒後，他於2009年復出加盟英乙球隊林肯城，約滿後轉投維爾港，初時擔任球員兼助理領隊，球季結束後再次退役擔任全職助理領隊。

## 球員生涯

### 早期
賀斯菲特生於南約克郡的巴恩斯利，其祖父和父親都是礦工。當他還是學童時，就已經在成人足球隊效力並參與了星期日聯賽。此外，他曾經前往其家鄉球會班士利試腳，但未獲取錄。畢業後，他修讀了有關泥水匠的課程。其後，他成為了胡斯堡的一員，並參與了北部東郡制足球聯賽。1992年7月，他加盟史卡保羅夫而成為了職業球員。
1993年3月，時任領隊雷·麥希爾給予他首發的機會，不過在僅僅上陣了12場賽事後，他最終被球會放棄，並重回其泥水匠的工作。儘管如此，但是他仍然有參與業餘的足球賽事，他在1994年代表夏利法斯上陣9場後，便獲古斯利所買入，與雷·麥希爾再度聚首，他加盟後在2004/05球季總共攻入36球，並協助古斯利在北部聯賽超級聯賽位列第三。他轉投韋茨頓後，他因為一次膝部重傷而幾乎宣佈退役，他康復後以4,000英鎊的轉會費重返夏利法斯。
1996/97球季，深陷降班危機的夏利法斯必須在聯賽最後一輪擊敗史提芬納治才可以成功護級，最終球隊憑賀斯菲特的入球以4-2的比分擊敗對手。1997/98球季，夏利法斯以9分差距拋離第二名升班返回英格蘭足球聯賽，他在40場聯賽賽事中總共攻入30球，其中包括對伊奧維、泰福特聯和赫里福特聯的賽事中大演帽子戲法，並使他成為該季全國聯神射手。他和其隊友馬克·布拉德肖（Mark Bradshaw）一同入選英格蘭C隊對荷蘭的賽事，不過他最終因為受傷而無緣參與。夏利法斯升上足球聯賽後，這意味著他需要從本來的業餘球員身份轉為全職球員。其後，他在英乙首十場賽事中攻入七球，其優秀的表現吸引了當時由奇雲·基瑾領軍的乙組球會富咸的注意。

### 富咸
1998年10月，賀斯菲特加盟富咸，身價是30萬英鎊，外加取决于出場次數的另外5萬英鎊，另外合約中亦列明了若富咸將來出售他，夏利法斯亦可分得相當百分比的利潤。1998/99球季，他在28場賽事中攻入15球帶領球會以14分的優勢早早奪冠。奇雲·基瑾曾經說過：「大家都喜欢喬夫，他是一名傳統的中鋒。无论在这一级别还是更高级别的联赛，他都能够取得进球。他永不放弃的风格对球队有很大的帮助。。」1999/00球季，他僅僅在聯賽攻入7球，杯賽則是7球，不過他仍然是球會首席射手。新帥讓·泰簡拿上任後，他並不認同他積極進取，然而移動緩慢的球風，因此讓·蒂加納簽入了路易·薩哈作為主力前鋒，這樣逼使他轉投伯明翰。

### 伯明翰
2000年7月，賀斯菲特以225萬英鎊身價轉會至伯明翰並簽下了5年合約，其中35萬英鎊以轉售條款歸夏利法斯。他加盟的首季以12球成為球會的首席射手，他在準決賽次回合的兩個入球協助球隊打入了聯賽盃決賽，這是近40年以來伯明翰首度晉級主要盃賽的決賽，伯明翰對上了他童年熱捧的利物浦，他得以正選上陣，最終法定時間雙方平手，而伯明翰在互射十二碼時段以4-5的比分不敵對手，而他亦早已被換離場。
2001/02球季，球迷和球员选出的「伯明翰年度最佳球員」均为賀斯菲特。他和其鋒線上的拍檔史頓·約翰聯手協助伯明翰打進了英冠升級附加賽，而且憑著他的入球，在決賽扳平了诺里奇城，最終憑互射十二碼擊敗對手而升班英超。他曾經承諾過如果能在英超球隊效力，他將會捐款給他的母會，其後他亦守諾捐出25,000英鎊給予其母會以改善設施。
2002年9月，賀斯菲特在「伯明翰打吡」對阿士東維拉的賽事中攻入其個人英超首球及協助球隊取勝。在次循環時，他不但再次攻破了阿士東維拉的大門，而且在替補名額用盡和門將歷高·韋臣受傷的情況下，他臨危受命把守球門。其後，他因為停賽和手術等原因先後錯過了數場比賽，這樣使他被時任領隊斯蒂夫·布鲁斯所冷落，斯蒂夫·布鲁斯利用他作為其扭轉敗局的特定替補球員，在他後補上陣，於末段入球助球隊擊敗另一支本地對手西布朗後，布魯士形容他是一個領隊的夢想（a manager's dream）。」他在季末時與法國國腳克里斯托弗·杜加里搭擋，而他們在最後6場比賽中取得4勝1和的戰績。

### 韋根
2003/04球季初，賀斯菲特僅僅代表了伯明翰上陣了3場。當時任領隊布魯士表明不能保證他在一隊的位置後，在2003年9月，他以50萬英鎊轉投韋根並簽下了3年合約，他對這次易主之事說道：「我可以輕鬆地在伯明翰度過兩年，不過這樣並不是我的作風—我只是希望踢球。」2003年9月13日，他代表韋根在對溫布頓的賽事中首次上陣並攻入了加盟以來首球，協助球隊以4-2的比分勝出。他在離開伯明翰後仍然居住在西米德蘭茲郡，在效力韋根僅3個月後，他以100萬英鎊身價轉會至西布朗。

### 西布朗
西布朗領隊加利·麥臣在2003年回憶起簽下賀斯菲特的原因時說道：
我無助地向球會主席說我認為他（賀斯菲特）能協助我們升班...因為他可以彌補我們對控球的些微不足，而且他的小訣竅能帶領其他球員加快投入賽事。
2003年12月20日，他在對高雲地利的賽事中首次上陣，最終以0-1的比分不敵對手。接著的1月，他在對本地對手華素爾的賽事中攻入其首球，協助球隊以2-0的比分擊敗對手，這是他在該月射入的三球之一，促使他當選PFA的「每月最佳球員」。2003/04球季，他總共攻入7球，並成功帶領球隊進軍英超。
重返英超後的首季，西布朗只能掙扎求存，賀斯菲特的入球量大減，上陣29場只攻入3球。他在最後一輪對樸茨茅夫的賽事中，下半場後補入替後首次觸球便立即凌空球不著地射入先開紀錄，接著又助攻予基蘭·李察遜並攻破對方大門，計算其他比賽的結果後，2-0的賽果足以令西布朗在榜末球隊中率先保级成功。他對於他的成就說：「我幫助過很多球會升班，不過這時是我足球生涯最佳的一剎那。」
2005/06球季，賀斯菲特與西布朗簽下了兩年新約，並連續在兩場主場賽事都進兩球，但這是其效力西布朗最後的入球，他在效力西布朗的最後一季總共在聯賽和盃賽上陣了20場。

### 錫菲聯和外借期
2006年2月，賀斯菲特被外借至錫菲聯，不過在領隊尼爾·禾洛克的麾下，四個月內他僅上陣了三場。兩人均想提早結束借用，但西布朗已與錫菲聯協議季後賣斷他，因而拒絕收回。2006年5月，他最終以120萬英鎊過檔到錫菲聯，而他稱已與尼爾·禾洛克解決分歧。。
2006年8月3日，賀斯菲特被外借至列斯聯直到聖誕節，並展望可以正式轉會。2006年8月5日，他在揭幕戰對諾域治的賽事中首次上陣，並在三日後在對昆士柏流浪的賽事中攻入其首球並助球隊以2-2的比分逼和對手，然而當新領隊丹尼斯·韋斯上任後，他的出場次數銳減，最終在2007年1月離開艾蘭路。2007年1月，他被外借至莱斯特城直至球季結束。2007年2月3日，他在對盧頓的賽事中首次上陣，最終該場賽事以1-1打成平手。2007年2月17日，他在對本土競爭對手高雲地利的賽事中攻入其加盟以來首球，並幫助球隊以3-0的比分戰勝對手。
2007/08球季，曾在西布朗任教的白賴仁·笠臣成為錫菲聯的新任領隊，賀斯菲特仍然未能回歸正選，他在當季僅在聯賽盃第一圈對車士打菲特上陣和第二圈對米爾頓凱恩斯的賽事中攻入一球。2008年1月31日，他被外借到斯肯索普直至球季結束。他在以1-0的比分擊敗查爾頓的賽事中首次上陣，並當選該場比賽最佳球員，他代表斯肯索普上陣了12場賽事後，在季後遭到錫菲聯放棄。
2008年夏天，車士打菲特曾經邀請賀斯菲特前往試腳，不過被他以不靠近其住處萊斯特為由而拒絕。其後，他前往凱特靈試腳，接著在同年9月又前往華素爾跟操。

### 林肯城
2008年10月10日，賀斯菲特宣佈他患上睾丸癌的消息，這意昧著其足球生涯已經接近尾聲。12月，他治療成功後獲告知可以重返其足球事業。
賀斯菲特與由其前夏利法斯隊友彼得·積臣執教的林肯城拉上關係，並獲給予一星期的跟操。試訓結束後，他與林肯城簽署為期半年的合約，直至2008/09球季末，與此同時他亦會執教預備隊。2009年1月12日，他在以2-2逼和賓福特的賽事中處子上陣並交出助攻予安東尼·艾丁射入關鍵球，賽事結束後，他表示很高興重返綠茵場。1月27日，他射入復出後首個入球，協助球隊以2-1的比分擊敗基寧咸。5月5日，他被列入季後7名清洗球員名單之內。

### 維爾港
2009年7月21日，賀斯菲特加盟英乙球會維爾港，擔任球員兼助教，但同時亦希望在2009/10球季代表球隊上陣大部分賽事]。儘管，他由於肋骨骨裂和頭頂內有碎骨而需要服用鎮痛劑，但是他仍然在球季頭四場賽事中上陣。其後，球會打入聯賽盃第三圈，然而在遭逢三連敗後，時任維爾港領隊米奇·亞當斯將全部球員掛牌求售。他連串的傷患，加上其腿筋撕裂，導致他的上陣次數大減，這些促使他考慮在2010年夏天時退役。2010年斯塔福德郡高級盃決賽成為他最後上陣的競賽賽事，球會其後宣佈他在來季將不會再是維爾港的球員，但是仍然會是球隊的教練團成員之一。

## 教練生涯
2009年7月，賀斯菲特成為維爾港的球員兼助教，一年後他獲球會提供一份全職助教的合約。時任維爾港領隊米奇·亞當斯強調他在2010/11球季會有較沉重的工作量，並且要制訂一份球員目錄和了解所有各級別的聯賽。然而，米奇·亞當斯亦說道他或許仍然會被註冊成為球員，以備不時之需，這意味著他將要花大量時間去摸索這些球隊。
2010年12月，隨著米奇·亞當斯離任領隊一職，賀斯菲特與馬克·格魯成為維爾港的看守領隊。在他們的指揮下，維爾港首場賽事便以0-5的比分不敵洛達咸，但是在第二場則聯手帶領球隊以2-1的比分擊敗伯顿。隨著吉姆·甘農獲任命為領隊後，他亦獲留任助教一職。但吉姆·甘農於上任後僅74日後便因成績不濟而遭革職，賀斯菲特與馬克·格魯再次負責暫代職務。

## 私生活
賀斯菲特與蒂娜（Tina）結婚，並育有三名孩子：基斯（Chris）、克洛伊（Chloe）、莉亞（Leah）和萊克賽-布魯克（Lexie-Brooke）。
2008年10月，賀斯菲特患上睪丸癌，這意味著其球員生涯已經結束。由於他及早發現，癌症仍然屬於初期，因此無需接受化療和電療，手術亦非常成功，他在不到兩個月的時間內已經完全康復。他決定將自己的病情公開，以期將有關疾病的認識傳播開去，並且提供支持予一個在2009年成立由英超作支援以宣傳男性健康問題的計劃。他說：「患上癌症是我必須克服的事情。我明白，並希望戰勝病魔，而且我亦做得到。現在我只是對於有機會能夠重返足球事業感到高興。」
賀斯菲特在加盟維爾港前的一陣子，曾經是豬流感大流行期間被確診的病患者之一。

## 榮譽
夏利法斯
- 全國聯冠軍：1997/98
- 全國聯首席射手：1997/98

富咸
- 英乙聯賽冠軍：1998/99

伯明翰
- 聯賽杯亞軍：2001
- 英甲附加賽冠軍：2002

西布朗
- 英冠聯賽亞軍：2003/04

維爾港
- 斯塔福德郡高級盃（英语：Staffordshire Senior Cup）亞軍：2010

## 生涯數據
球會
| 球會      | 聯賽   | 球季      | 聯賽 | 聯賽 | 足總盃 | 足總盃 | 聯賽盃 | 聯賽盃 | 其他 | 其他 | 總計 | 總計 |
| 球會      | 聯賽   | 球季      | 上陣 | 入球 | 上陣   | 入球   | 上陣   | 入球   | 上陣 | 入球 | 上陣 | 入球 |
| --------- | ------ | --------- | ---- | ---- | ------ | ------ | ------ | ------ | ---- | ---- | ---- | ---- |
| 夏利法斯  | 全國聯 | 1996/97   | 24   | 9    | 0      | 0      |        |        | 4[a] | 0    | 28   | 9    |
| 夏利法斯  | 全國聯 | 1997/98   | 40   | 30   | 4      | 4      |        |        | 3[b] | 0    | 47   | 34   |
| 夏利法斯  | 丙組   | 1998/99   | 10   | 7    | 0      | 0      | 4      | 1      | 0    | 0    | 14   | 8    |
| 富咸      | 乙組   | 1998–99   | 28   | 15   | 6      | 2      | 0      | 0      | 0    | 0    | 34   | 17   |
| 富咸      | 甲組   | 1999/00   | 31   | 7    | 3      | 1      | 6      | 6      | 0    | 0    | 40   | 14   |
| 伯明翰    | 甲組   | 2000/01]] | 34   | 7    | 1      | 0      | 6      | 4      | 2[c] | 1    | 43   | 12   |
| 伯明翰    | 甲組   | 2001/02   | 41   | 11   | 1      | 0      | 3      | 0      | 3[c] | 1    | 48   | 12   |
| 伯明翰    | 英超   | 2002/03   | 31   | 5    | 0      | 0      | 2      | 0      | 0    | 0    | 33   | 5    |
| 伯明翰    | 英超   | 2003/04   | 3    | 0    | 0      | 0      | 0      | 0      | 0    | 0    | 3    | 0    |
| 韋根      | 甲組   | 2003/04   | 16   | 7    | 0      | 0      | 1      | 0      | 0    | 0    | 17   | 7    |
| 西布朗    | 甲組   | 2003–04   | 20   | 7    | 1      | 0      | 0      | 0      | 0    | 0    | 21   | 7    |
| 西布朗    | 英超   | 2004/05   | 29   | 3    | 2      | 0      | 1      | 1      | 0    | 0    | 32   | 4    |
| 西布朗    | 英超   | 2005/06   | 18   | 4    | 1      | 0      | 1      | 0      | 0    | 0    | 20   | 4    |
| → 錫菲聯  | 英冠   | 2005/06   | 3    | 0    | 0      | 0      | 0      | 0      | 0    | 0    | 3    | 0    |
| 錫菲聯    | 英超   | 2006/07   | 0    | 0    | 0      | 0      | 0      | 0      | 0    | 0    | 0    | 0    |
| →列斯聯   | 英冠   | 2006/07   | 14   | 2    | 0      | 0      | 1      | 0      | 0    | 0    | 15   | 2    |
| →李斯特城 | 英冠   | 2006–07   | 13   | 2    | 0      | 0      | 0      | 0      | 0    | 0    | 13   | 2    |
| 錫菲聯    | 英冠   | 2007/08   | 0    | 0    | 0      | 0      | 2      | 1      | 0    | 0    | 2    | 1    |
| →斯肯索普 | 英冠   | 2007–08   | 12   | 0    | 0      | 0      | 0      | 0      | 0    | 0    | 12   | 0    |
| 林肯城    | 英乙   | 2008/09   | 17   | 1    | 0      | 0      | 0      | 0      | 0    | 0    | 17   | 1    |
| 維爾港    | 英乙   | 2009–10   | 9    | 0    | 1      | 0      | 2      | 0      | 0    | 0    | 12   | 0    |

a. ^ 四場賽事分別為：西瑞丁縣盃（1）、西瑞丁高級盃（West Riding Senior Cup）（1）和英錦標（2）
b. ^ 該賽事為英錦標賽事。
c. ^ 該賽事為甲組附加賽。
領隊
As of 6 January 2011.
| 球會               | 國籍   | 由             | 直至         | 場數 | 勝 | 和 | 負 | 勝率  |
| ------------------ | ------ | -------------- | ------------ | ---- | -- | -- | -- | ----- |
| 維爾港（看守領隊） | 英格兰 | 2010年12月30日 | 2011年1月6日 | 2    | 1  | 0  | 1  | 50.00 |

## 外部連結
- （英文）Profile on official Scunthorpe United site
- （英文）Profile on official Sheffield United site
- （英文）足球数据库：謝菲·賀斯菲特的球员统计数据